# خورخي جونز
خورخي جونز (بالإنجليزية: Rufus R. Jones) (و. 1933 – 1993 م) هو مصارع محترف، وممثل أمريكي، ولد في ديلون، توفي في كانزاس سيتي، ميزوري، عن عمر يناهز 60 عاماً.

## جوائز
حصل على جوائز منها:

عضو قاعة مشاهير دبليو دبليو إي

## وصلات خارجية
- خورخي جونز على موقع IMDb (الإنجليزية)
- خورخي جونز على موقع قاعدة بيانات الفيلم (الإنجليزية)
- خورخي جونز على موقع كينوبويسك (الروسية)
- خورخي جونز على موقع دبليو دبليو إي (الإنجليزية)
- خورخي جونز على موقع WrestlingData.com (الإنجليزية)
- خورخي جونز على موقع CageMatch worker (الإنجليزية)
- خورخي جونز على موقع قاعدة بيانات المصارعة على الإنترنت (الإنجليزية)
- خورخي جونز على موقع عالم المصارعة على الإنترنت (الإنجليزية)
- خورخي جونز على موقع عالم المصارعة على الإنترنت (الإنجليزية)
- خورخي جونز في قاعدة بيانات الأفلام على الإنترنت